# Hollywood (Los Angeles)
Hollywood az Amerikai Egyesült Államokban, Kalifornia államban található Los Angeles városrésze. Az egész világon az amerikai filmipar központjaként ismerik.

## Hollywood történelme
A kaliforniai Los Angeles Hollywoodként ismert része Wilcoxné asszonynak köszönheti nevét, aki 1886-ban telepedett le családjával ezen a területen, hogy nyugdíjas éveit az itt megvásárolt hatalmas tanyán töltsék. 1891-től földjüket elkezdték kiparcellázni és eladni. 1903-ban az egyre terebélyesedő közösségből létrejött a ranch eredeti nevéről Hollywoodlandnek nevezett kis falu. 1910-ben csatlakozott Los Angeles városához a csatornarendszer kihasználása végett.
Los Angeles közelében egy messzire világító felirat hirdeti az amerikai filmipar fővárosát,
Hollywoodot. Kialakulásának helye egyáltalán nem véletlen. Táji háttere, épített környezete a világ minden álmának, kitalált történetének megfelelő helyszínt ad. Volt és van itt minden: a svájci Alpokra hasonlító hegyek, szaharai sivatag, angliai rét, trópusi dzsungel. Hatalmas díszletvárosában pedig felépítették az amerikai kisvárost, az angliai kiskocsmát, a bajorországi teret, a párizsi bisztrót, az olasz pizzériát – akár egy háztömbön belül. A film-, tévé-, hang- és technikai stúdiók szervezetten látogathatók is. A nyitott trolikkal érkezőket végigvezetik ezeken – és beavatják a régebbi és jelenlegi felvételek rejtelmeibe. Trükkfelvételek segítségével láthatják kedvenc sorozatuk főszereplőit. Átélhetik az összes lavinát, vízözönt, vagy űrhajós inváziót, amit valaha is láthattak a mozikban. A filmes helyszín azonban ma már főleg mást jelent Hollywoodban. Például, a Titanic katasztrófáját felidéző film tomboló, pusztító, félelmetes tengeri viharát számítógépen szimulálták.

## Hollywood városrészei
- Cahuenga Pass
- Hollywood Hills
  - Beachwood Canyon
  - Hollywood Heights
  - Laurel Canyon
  - Mount Olympus
  - Nichols Canyon
  - Outpost Estates
  - Sunset Hills
  - Whitley Heights
- East Hollywood
  - Little Armenia
  - Thai Town
  - Virgil Village
- Melrose District
- Melrose Hill
- Sierra Vista
- Spaulding Square
- Yucca Corridor